# Црква светих апостола Петра и Павла у Јелашници
Црква светих апостола Петра и Павла у Јелашници једна је од цркава Јелашничке парохије која је у саставу Архијерејског намесништва другог нишког, Православне Нишке епархије. Храм посвећен светим апостолима Петра и Павла, изграђен је или обновљен 1870. године, захваљујући прилозима мештана.

## Положај
Црква светих апостола Петра и Павла се налази на једном од узвишења северозападних обронака Суве Планине у селу Јелашница на улазу у Јелашничку клисуру, уз сам новоизграђеног ауто-пут, на коридору Е11 Ниш—Софија. Удаљена је око 5 km од Нишке Бање око 14 km од Ниша.
Администартивно црква припада општини Нишка Бања, Граду Нишу и Нишавском управном округу, а црквено Архијерејском намесништву другом нишком која је у саставу Епархије нишке.
Географски положај
- Северна географска ширина: 43° 17′ 14"
- Источна географска дужина: 22° 03′ 02"
- Надморска висина: 335 m

## Историја
Када је подигнут 1870. године, цеква је била једини објекат на брду изнад села, али је данас окружен једноим од сеоских насеља. О датуму изградње и њеним градитељима, на плочи десно од улаза у храм стоји плоча са натписом: 
Храм светих Апостола Петра и Павла подигнут трудољубљем сељана села Јелашнице 1870. године.
Освећење извршио Њ. В. П. митрополит пиротски г. Партеније 1871. године, 29. јуна. 27. августа 1906. године.

Парох Т. Клајић, Тутори: Ђ. Микајиловић, С. Станковић.
 
По причању Милана Вујића изградња храма везана је за једно предање. по коме је храм подигнут на темељима неке старе богомоље па је за време Османлија порушен, а потом поново подигнут 
тако што се неки човек поучен у сну заложио за његову поновну изградњу, јер како се наводи мучен због сна остао је слеп све док се храм није наново изградио
. То се потврдило приликом копања темеља садашњег храма, када су откривени остаци старе грађевине. А крајем осамдесетих година 20. века, када је црква реновирана, испод обијеног малтерс видели су се по зидовима остаци античке опеке.
Храм тренутно није фрескописан, и не виде се трагови да је икад постојала фрескодекорација, осим једне иконе изнад улазних врата, за коју постоје подаци да је насликана рукама супруге свештеника Леонида Дугина.
Свештених овог храма, између два светска рата, Леонид Дугин, је 1925. године забележио, да је у Цркви пре Првог светског рата била смештена српска војска.
У писму које је свештеник Тодор Клајић упутио, Протојереју округа Нишког стоји да је приликом уласка Немаца у Јелашницу инвентар храма био уништен.
Храм је имао првобитан изглед до 2008. године. када му је залагањем свештеника Александра Лукића дограђена припрата, а уређена је и порта храма.
У порти храма се налази парохијски дом са летњиковцем, и гроб рударског инжењера из Русије Спиридона Дресијенка, који је деценијама водио посао у јелашничком руднику. Он је остао заувек запамћен као велики добротвор, јер је помагао је сиромашнима, био изузетно праведан према рударима, а за сва времена остаће у памћењу и његово велико доброчинство према црквама у околини.